# Čardačani
Čardačani (cyr. Чардачани) – wieś w Bośni i Hercegowinie, w Republice Serbskiej, w gminie Laktaši. W 2013 roku liczyła 659 mieszkańców.